# Herbert Kastengren
Herbert Carl August Kastengren, född 22 november 1896 i Stockholm, död 6 november 1993 i Farsta,, var en svensk företagsledare.
Herbert Kastengren blev 1929 direktörsassistent i Svenska AB Philips och 1931 företagets chef. Från 1948 var han även verkställande direktör för Skandinaviska Glödlampsfabriken i Nyköping. Kastengren var även styrelseordförande i Norrköpings elektrotekniska fabriker AB från 1939, vice ordförande i styrelsen för Svenska radiointressentförbundet från 1944 och styrelseledamot i Svenska föreningen för ljuskultur från 1932.